# Edizioni Piemme
Edizioni Piemme è una casa editrice italiana fondata nel 1982 a Casale Monferrato. Fa parte del Gruppo Mondadori dal 2003.
La casa editrice pubblica libri destinati ai ragazzi e agli adulti.

## Storia
La casa editrice Piemme nasce nel 1982 a Casale Monferrato e prende il nome dal suo fondatore Pietro Marietti, membro di una famiglia che ha tradizioni editoriali che risalgono al 1820. Inizialmente l'attività della casa editrice si basava sulla pubblicazione di libri di argomento religioso. Nell'ottobre 1992 la casa editrice affianca alla produzione di varia quella di letteratura per l'infanzia: vengono cedute quote alla Fundación Santa María, ovvero la casa editrice cattolica avente la proprietà del marchio El barco de vapor. Nel 1999 fa il proprio ingresso nella casa editrice Elisabetta Dami, apportando il proprio contributo alla sezione di editoria per ragazzi Nel 2003 Mondadori ne acquisisce il 70% (diventando 90% nel 2007). La divisione libri Mondadori amplia il proprio catalogo di narrativa per adulti e accresce la propria offerta nel settore dell'editoria per ragazzi.

### Il battello a vapore
La collana Il battello a vapore nasce nel 1992 come settore Junior delle Edizioni Piemme. Piemme acquisisce il nome della collana spagnola, iniziando a proporre testi di letteratura per ragazzi.
I primi direttori editoriali della collana sono stati i dirigenti della Fundación Santa María: José María Calvín, alla guida per i primi due anni e José-Luis Cortés Salinas, alla dirigenza fino al 2002, anno nel quale Il battello a vapore italiano diventa completamente indipendente da quello spagnolo. Ad Alessandra Agnecchi viene affidata la direzione editoriale per un breve periodo, per poi lasciare spazio a Marcella Drago che rimarrà in carica fino al 2007. Nello stesso anno, a seguito di una riorganizzazione di ruoli e strutture, è stata creata la figura del direttore editoriale, alla quale fa capo tutta la redazione. Dal 2007 questo ruolo è assunto da Giovanni Francesio.
Fin dai primi mesi di attività, Il battello a vapore è stato sostenuto da una campagna di marketing.
Nei primi anni di vita della collana Piemme ha organizzato delle campagne di animazione alla lettura.
Tra il 1993 e il 2000 è stato attivo il premio letterario "Il battello a vapore"-Città di Verbania, volto ad arricchire la selezione dei testi e delle illustrazioni della collana. Ogni anno il premio è stato aperto con la presentazione del Rapporto annuale sulla letteratura per ragazzi in Italia, ovvero una ricerca dell'istituto Doxa, affidata da Piemme, con il fine di indagare sull'editoria per ragazzi attraverso temi come le cifre di vendita, gli argomenti dominanti, le tendenze.

### Geronimo Stilton

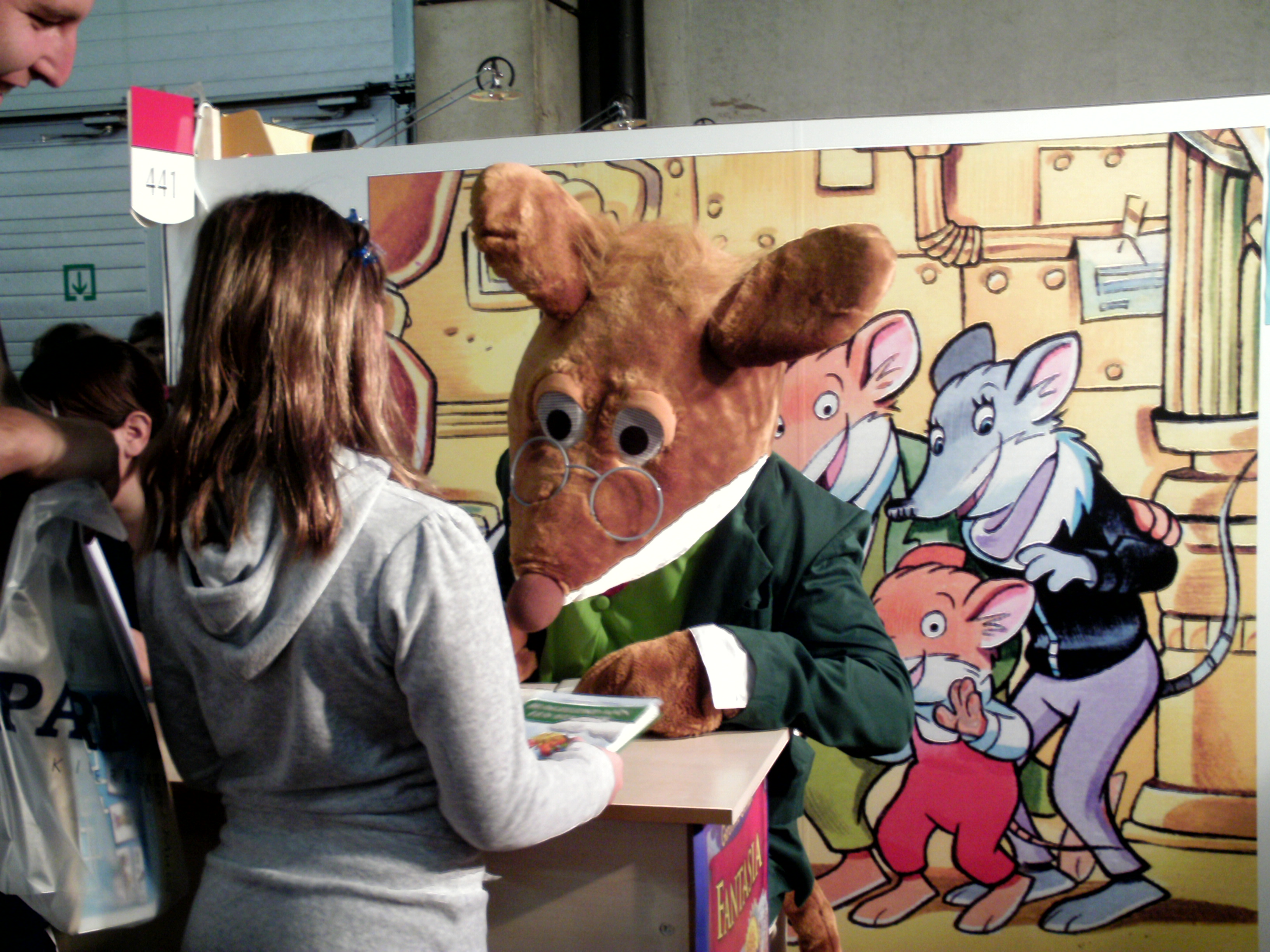
Geronimo Stilton

Geronimo Stilton è un personaggio immaginario ideato nel 2000 da Elisabetta Dami. I libri sono tradotti in 35 lingue e distribuiti in 180 paesi.

## Offerta editoriale

### Linee ragazzi

#### Il battello a vapore
La collana è suddivisa in diverse serie secondo l'età prevista dei lettori e ai generi o argomenti in esse trattati. Il diverso colore della serie corrisponde ad una progressiva e crescente difficoltà di lettura.
Alcune delle maggiori serie de Il battello a vapore:
- "I Classici", serie che racchiude i classici di tutti i tempi, per i bambini dai sette ai tredici anni.[14]
- "Serie Arcobaleno", per i bambini dai tre ai cinque anni.[13][15]
- "Serie Bianca", per i bambini dai cinque ai sette anni.[13][16]
- "Serie Azzurra", per i bambini tra i sette e i nove anni.[17][18]
- "Serie Arancio", per i bambini dai nove agli undici anni.[17][19]
- "Serie Rossa", per i ragazzi dagli undici ai tredici anni.[17][20]
- "Giallo e Nero", collana di gialli dedicata ai ragazzi tra i nove e i dodici anni.[21]
- "Piemme storie", per bambini dai tre ai sette anni, offre libri per avvicinarsi al mondo della lettura.[22]
- "English on board", per bambini dai cinque ai sette anni, con libri per imparare l'inglese.[23]

#### Geronimo Stilton
Nel catalogo de Il Battello a vapore si ha una sezione di collane tascabili.
Al personaggio viene assegnata la funzione autoriale dei suoi stessi libri, ovvero i reali autori, illustratori e grafici non rivelano i loro nomi.

### Linee adulti
Tra gli italiani ricordiamo Alessandro Perissinotto (finalista Premio Strega 2013), Giuliano Pasini, Giovanni Negri e Francesco Carofiglio. 
La fiction è dedicata al genere thriller, nel quale pubblica Michael Connelly, Dennis Lehane, George Pelecanos, Greg Iles e il caso editoriale del 2015 Paula Hawkins (La ragazza del treno). Il genere spazia dal legal al thriller psicologico, all'horror alla narrativa.
Significativa è anche la presenza nel genere del romanzo storico, con Conn Iggulden, Jack Whyte, Guido Cervo, Carla Maria Russo, Valeria Montaldi, Candace Robb e Alfredo Colitto, e nella narrativa femminile, con Lauren Weisberger (Il Diavolo veste Prada), Jennifer Weiner, Candace Bushnell, Allie Larkin e Erika Favaro.